# Tiermes

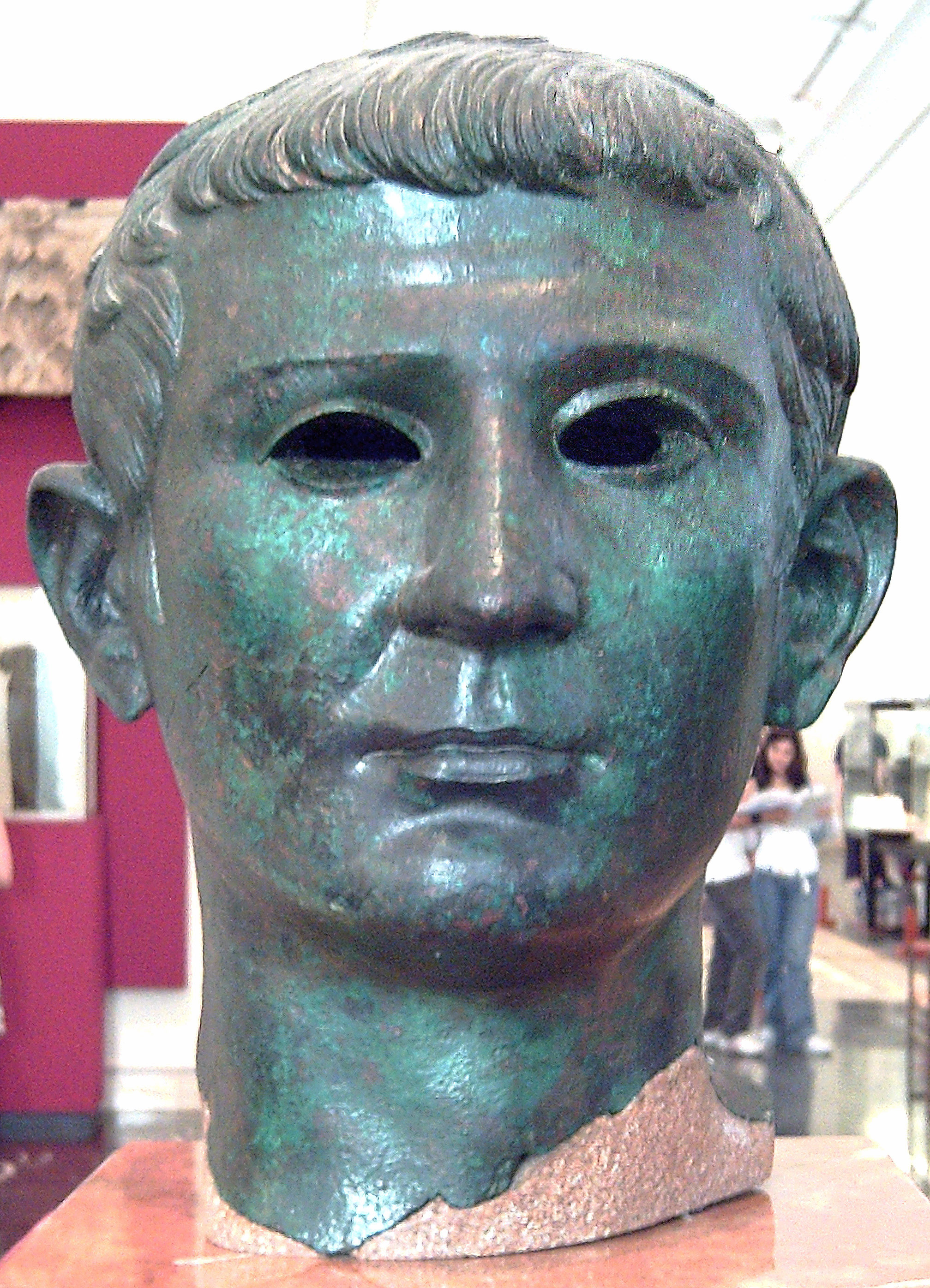
Imperador Tibério (M.A.N. Madrid) - espólio de Tiermes.

Tiermes é uma cidade celtibera localizada nos limites da parte superior e no vale do rio Tejo, a mais de 1.200 m de altitude.